# Wierzbięta Krotoski
Wierzbięta Krotoski lub Krotoszyński herbu Łodzia (zm. przed 1423) – przedstawiciel możnego wielkopolskiego rodu Łodziów. 
Prawdopodobnie uczestniczył w bitwie pod Grunwaldem. Między 1411 a 1414 rokiem otrzymał z rąk króla Władysława Jagiełły przywilej na lokowanie miasta Krotoszyna. Samo miasto lokował w 1415, a w 1419 roku ufundował drewniany kościół i parafię pod wezwaniem świętych apostołów Piotra i Pawła oraz szkółkę parafialną. Posiadał także wieś Targoszyce oraz miasteczko Kobylin. Zmarł przed rokiem 1423.